# Гниличка (притока Збруча)
Гниличка, Ставок (пол. Stawek) — річка в Україні у Тернопільському районі Тернопільської області. Права притока річки Збруча (басейн Дністра).

## Опис
Довжина річки приблизно 5,11 км, найкоротша відстань між витоком і гирлом — 4,90  км, коефіцієнт звивистості річки — 1,04 . Формується декількома струмками.

## Розташування
Бере початок у селі Іванівка. Тече переважно на схід через село Рожиськ і впадає у річку Збруч, ліву притоку річки Дністра.

## Цікаві факти
- На річці існує водяний млин та декілька газових свердловин[3].